# Clytoctantes alixii
El batará piquicurvo,, hormiguero piquicurvo (en Colombia) u hormiguero pico de hoz (en Venezuela) (Clytoctantes alixii), también denominado hormiguero pico de hacha, es una especie de ave paseriforme de la familia Thamnophilidae, una de las dos pertenecientes al género Clytoctantes. Es nativo del noroeste de América del Sur, al norte de los Andes.

## Descripción  hábitat
Se encuentra en unas pocas localidades en el noroeste de Venezuela (Serranía del Perijá) y norte de Colombia (norte de Antioquia, Norte de Santander y Santander); antiguamente era más diseminado.
Habita en bosques de tierras bajas y de piedemonte entre los 185 y 1750 m de altitud, donde prefiere los densos enmarañados del sotobosque, bordes de selvas y crecimientos secundarios inmaduros.

## Descripción
Se distingue por su pico negro curvado hacia arriba, profundo y comprimido lateralmente hacia la punta, algo afilado y puntiagudo. El macho es de color gris pizarra, con la frente, cara, garganta y pecho negruzcos, las alas con pequeños puntos blancos; la hembra presenta dorso color castaño, más oscuro en alas, que presentan pequeños puntos color ante, el pecho y vientre castaño rojizo o rufo y la cola oscura. Mide en promedio 16 cm de longitud.

## Comportamiento
Se alimenta de insectos. Picotea y descascara tiras de los tallos secos para encontrar y comer artrópodos. En Ocaña, aprovecha principalmente el bambú denominado "carrizo" (Rhipidocladum racemiflorum), dentro del cual encuentra agua, insectos y larvas de dípteros. También sigue las legiones de hormigas guerreras Eciton para alimentarse de los insectos espantados por ellas.

## Estado de conservación
El batará piquicurvo ha sido calificado como en peligro de extinción por la Unión Internacional para la Conservación de la Naturaleza (IUCN). Está amenazado por pérdida de hábitat. No había sido colectado desde la década de 1950 y había sido observado por última vez en 1965, pero fue nuevamente encontrado en el lado venezolano de la Serranía de Perijá en 2004 y en Ocaña (Norte de Santander), Colombia, en 2005. Posteriormente la Fundación ProAves publicó las primeras fotos obtenidas en Ocaña, en la Reserva de Torcoroma especial para esta especie. La población total se estima en apenas 250 a 1000 individuos.

## Sistemática

### Descripción original
La especie C. alixii fue descrita por primera vez por el zoólogo estadounidense Daniel Giraud Elliot en 1870 bajo el mismo nombre científico; la localidad tipo designada «Río Napo, Ecuador”; presumidamente errada, se desconoce la localidad».

### Etimología
El nombre genérico «Clytoctantes» se compone de las palabras del griego «klutos»: renombrado, noble, y «ktantes»: matador, asesino; significando «noble matador»; y el nombre «alixii» homenajea al zoólogo francés Édouard Álix.

### Taxonomía
Las relaciones taxonómicas de esta especie son inciertas. Es monotípica.